# Doliolina intermedia
Doliolina intermedia är en ryggsträngsdjursart som först beskrevs av Neumann 1906.  Doliolina intermedia ingår i släktet Doliolina och familjen tunnsalper. Inga underarter finns listade i Catalogue of Life.